# 리사랄다주

리사랄다 주

리사랄다주(스페인어: Departamento del Risaralda)는 콜롬비아 중서부에 위치한 주로 주도는 페레이라이며 면적은 4,140km2, 인구는 941,283명(2013년 기준), 인구 밀도는 230명/km2이다. 1966년 7월 1일 칼다스 주에서 분리되어 신설되었으며 14개 지방 자치체를 관할한다. 북쪽으로는 안티오키아 주, 동쪽으로는 칼다스 주와 톨리마 주, 남쪽으로는 킨디오 주와 바예델카우카 주, 서쪽으로는 초코 주와 접한다.

주기
주 문장